# آمنة سو مباي
آمنة سو مباي (بالفرنسية: Amina Sow Mbaye)‏ (25 سبتمبر 1937، سانت لويس في السنغال)؛ شاعرة، كاتِبة وروائية سنغالية.